# Königsbergau
Königsbergau ist eine Ortschaft und eine Katastralgemeinde der Gemeinde St. Georgen am Reith im Bezirk Amstetten in Niederösterreich.

## Siedlungsentwicklung
Zum Jahreswechsel 1979/1980 befanden sich in der Katastralgemeinde Königsbergau insgesamt 87 Bauflächen mit 24.859 m² und 50 Gärten auf 146.966 m² und auch 1989/1990 waren es 87 Bauflächen. 1999/2000 war die Zahl der Bauflächen auf 83 angewachsen und 2009/2010 waren es 65 Gebäude auf 68 Bauflächen.

## Landwirtschaft
Die Katastralgemeinde ist forstwirtschaftlich geprägt, verfügt aber auch über eine nicht unbedeutende Landwirtschaft. 316 Hektar wurden zum Jahreswechsel 1979/1980 landwirtschaftlich genutzt und 546 Hektar waren forstwirtschaftlich geführte Waldflächen. 1999/2000 wurde auf 293 Hektar Landwirtschaft betrieben und 579 Hektar waren als forstwirtschaftlich genutzte Flächen ausgewiesen. Ende 2018 waren 287 Hektar als landwirtschaftliche Flächen genutzt und Forstwirtschaft wurde auf 580 Hektar betrieben. Die durchschnittliche Bodenklimazahl von Königsbergau beträgt 21,9 (Stand 2010).